# 第37回ボストン映画批評家協会賞
37th BSFC Awards

2016年12月11日

作品賞: 

ラ・ラ・ランド
第37回ボストン映画批評家協会賞（だい37かいボストンえいがひひょうかきょうかいしょう）は2016年の映画を対象としており、2016年12月11日に受賞者が発表された。

## 受賞一覧

### 作品賞
- 『ラ・ラ・ランド』

### 監督賞
- デミアン・チャゼル - 『ラ・ラ・ランド』

### 主演男優賞
- ケイシー・アフレック - 『マンチェスター・バイ・ザ・シー』

### 主演女優賞
- イザベル・ユペール - 『未来よ こんにちは』、『エル ELLE』

### 助演男優賞
- マハーシャラ・アリ - 『ムーンライト』

### 助演女優賞
- リリー・グラッドストーン - 『ライフ・ゴーズ・オン 彼女たちの選択』

### アンサンブル・キャスト賞
- 『ムーンライト』

### 脚本賞
- ケネス・ロナーガン - 『マンチェスター・バイ・ザ・シー』

### 撮影賞
- チョン・ジョンフン - 『お嬢さん』

### 編集賞
- トム・クロス - 『ラ・ラ・ランド』

### アニメ映画賞
- 『テキサスタワー』

### 外国語映画賞
- 『お嬢さん』 韓国

### ドキュメンタリー映画賞
- 『O.J.: Made in America』

### 新人映画人賞
- ロバート・エガース - 『ウィッチ』

### 音楽賞
- ミカ・レヴィ - 『ジャッキー/ファーストレディ 最後の使命』

## 参考
1. ↑  “Past Award Winners”. 2017年12月11日閲覧。

| ボストン映画批評家協会賞       | ボストン映画批評家協会賞                    | ボストン映画批評家協会賞       |
| ------------------------------ | ------------------------------------------- | ------------------------------ |
| 前回 （2015年度）              | 第37回ボストン映画批評家協会賞 （2016年度） | 次回（2017年度）               |
| 第36回ボストン映画批評家協会賞 | 第37回ボストン映画批評家協会賞 （2016年度） | 第38回ボストン映画批評家協会賞 |